# Międzynarodowa Federacja Baseballu
International Baseball Federation (hiszp. Federación Internacional de Béisbol, w skrócie IBAF) – organizacja międzynarodowa z siedzibą w Lozannie. W skład IBAF wchodzi pięć federacji regionalnych: African Baseball & Softball Association, Baseball Confederation of Oceania, Baseball Federation of Asia, Confederation of European Baseball i Confederación Panamericana de Béisbol.  W 2012 roku liczyła 118 członków.

## Historia
W 1936 roku podczas igrzysk w Berlinie Leslie Mann (późniejszy pierwszy prezydent IBAF) na spotkaniu z delegatami z 21 państw, zaproponował utworzenie międzynarodowej organizacji baseballowej. Początkowo pięć krajów (Anglia, Francja, Kanada, Hawaje i Kuba) poparło ten pomysł. W 1938 powstała International Baseball Federation (IBF), którą utworzyło 16 członków (Anglia, Belgia, Chiny, Egipt, Filipiny, Francja, Holandia, Japonia, Kanada, Hawaje, Hiszpania, Kuba, Meksyk, Niemcy, Peru, Stany Zjednoczone). W tym samym roku rozegrano pierwszy, oficjalny turniej o mistrzostwo świata (do 1986 roku noszący nazwę Amateur World Series). W 1944 trzeci prezydent Jorge Reyes zmienił nazwę federacji na Federaciòn Internacional Béisbol Amateur (FIBA). 
W latach 1976–1984 nosiła nazwę Associaciòn Internacional Béisbol Amateur (AINBA), a od 1984 do 1993 International Baseball Association (IBA). W 1993 prezydent federacji Aldo Notari zmienił ją na International Baseball Federation (IBAF) i zezwolił na występy w turniejach międzynarodowych zawodnikom zawodowym. 
International Baseball Federation jest organizatorem World Baseball Classic, mistrzostw świata w baseballu kobiet, mistrzostw świata w baseballu U-18, mistrzostw świata w baseballu U-16, a w przeszłości baseballowego turnieju olimpijskiego (do 2008 roku) i mistrzostw świata w baseballu mężczyzn (do 2011 roku).

## Prezydenci IBAF
African Baseball & Softball Association
     Confederación Panamericana de Béisbol
     Baseball Federation of Asia
     Confederation of European Baseball
     Baseball Confederation of Oceania
- Leslie Mann (1938)

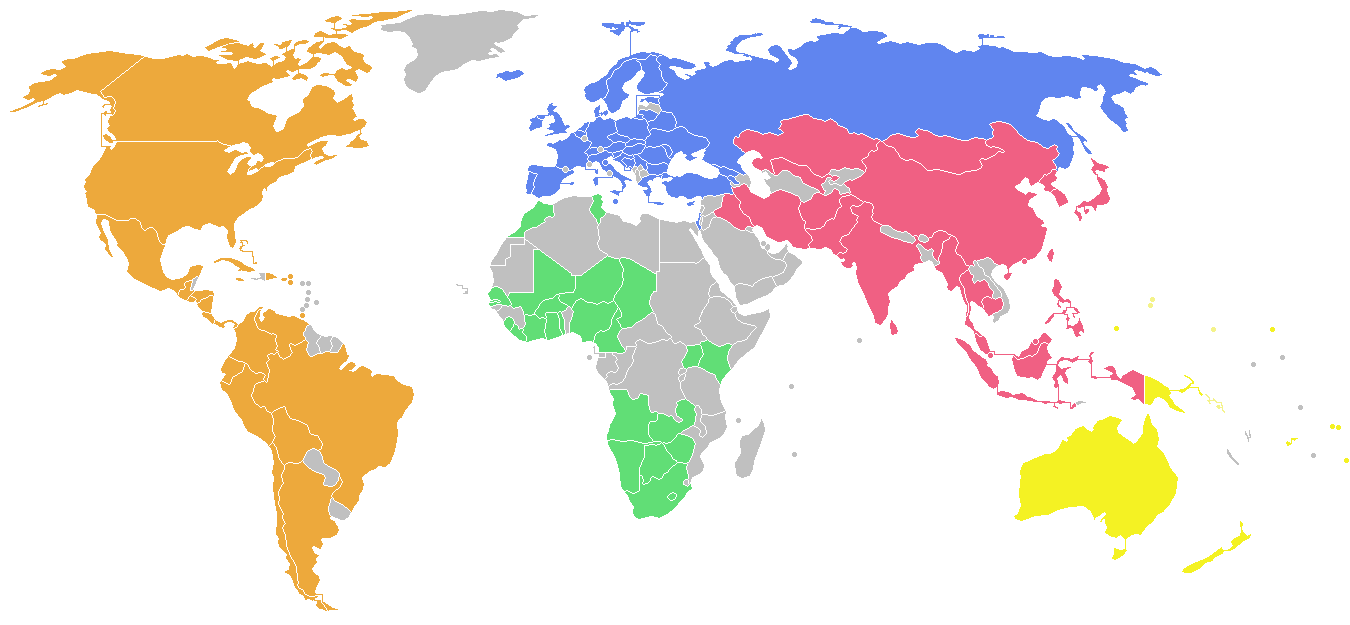
Podział państw członkowskich IBAF na federacje regionalne
African Baseball & Softball Association
Confederación Panamericana de Béisbol
Baseball Federation of Asia
Confederation of European Baseball
Baseball Confederation of Oceania

- Jaime Mariné (1939–1943)
- Jorge Reyes (1944–1945)
- Pablo Morales (1946–1947)
- Chale Pereira (1948–1950)
- Pablo Morales (1951–1952)
- Carlos M. Zecca (1953–1968)
- Juan Isa (1969–1975)
- William Fehring (1973–1974)
- Carlos J. García (1975)
- Manuel González Guerra (1976–1979)
- Robert E. Smith (1981–1993)
- Aldo Notari (1993–2006)
- Harvey Schiller (2007–2009)
- Riccardo Fraccari (2009–)